# جعفر شریف‌امامی
جعفر شریف‌امامی (۲۷ خرداد ۱۲۹۱ تهران – ۲۶ خرداد ۱۳۷۷ نیویورک) مهندس و سیاستمدارِ ایرانی دورانِ پهلوی بود که دو دوره نخست‌وزیر ایران و به مدت پانزده سال رئیس مجلس سنا بود. او هم چنین از مهره‌های اصلی تشکیل باشگاه روتاری در ایران بود.

## تحصیلات
پدرش محمدحسین نظام‌الاسلام یک آخوند بود. تحصیلات ابتدایی را در مدرسه شرف و دوره متوسطه را در مدرسه صنعتی آلمانی، در رشته فنی به پایان رساند و از طرف وزارت راه به همراه سی نفر جهت تحصیل در رشته راه‌آهن به آلمان اعزام شد. در آلمان در Brandenburger zentralschule در مدرسه سنترال که مدرسه راه‌آهن بود به مدت هجده ماه تحصیل کرد.
پس از پایان دوران تحصیل به ایران بازگشت و در راه‌آهن مشغول به کار شد. اندکی بعد مجدداً از طرف وزارت راه جهت ادامه تحصیل به سوئد اعزام گشت و در سال ۱۳۱۸ به تهران بازگشت و به شغل خود ادامه داد و مراحل ترقی را در راه‌آهن طی کرد.

## خدمات دولتی
در شهریور ۱۳۲۰ نیروهای متفقین او را به اتهام همکاری با آلمان دستگیر کردند. پس از آزادی مدیرکل بنگاه مستقل آبیاری شد و در زمان نخست‌وزیری سپهبد رزم‌آرا نزدیک به سه ماه در سمت معاونت، مسئول وزارت راه بود که رزم‌آرا در ترمیم کابینه، او را به سمت وزیر راه معرفی کرد و تا اسفند ۱۳۲۹ که رزم‌آرا به قتل رسید، این سمت را بر عهده داشت.
پس از قتل رزم آرا و انتصاب حسین علاء به نخست‌وزیری، به عضویت شورای عالی سازمان برنامه انتخاب شد و در دوران حکومت مصدق در همین سمت باقی‌ماند. پس از کودتای ۲۸ مرداد و نخست‌وزیری سپهبد زاهدی، به مدیرعاملی سازمان برنامه منصوب شد.
شریف‌امامی در دوره دوم مجلس سنا به مدت دو سال نماینده تهران بود. در این دوره مخالف دولت سپهبد زاهدی بود و همراه با محمود حسابی، ابوالفضل لسانی و رضاعلی دیوان‌بیگی یکی از تنها چهار نماینده‌ای شد که به لایحه قرارداد فروش نفت ایران رأی مخالف داد.
با شکل‌گیری کابینه منوچهر اقبال تصدی وزارت صنایع و معادن را بر عهده گرفت و پس از اقبال به مدت هشت ماه در سال ۱۳۳۹ به نخست‌وزیری رسید. از اتفاقات دوران نخست‌وزیری او بهبود روابط ایران و شوروی و قطع حملات رادیویی مسکو و تجدید انتخابات دوره بیستم مجلس شورای ملی بود، اما به دنبال اعتصاب معلمان در اعتراض به پایین بودن حقوق خود و کشته شدن یکی از فرهنگیان به نام ابوالحسن خانعلی به دست پلیس و استیضاح شدن وی در مجلس استعفا داد.
شریف امامی در مصاحبه ای دربارهٔ این اتفاقات می‌گوید:
هنگامی که لایحه افزایش حقوق معلمان را به مجلس داده بودم و به مجلس رفت و آمد داشتم، روزی در مجلس نشسته بودم که شخصی از سازمان امنیت آمد و گفت تعداد زیادی از معلمان در محوطه بهارستان جمع شدند و علیه دولت شعار می‌دهند اجازه بدهید اینها را متفرق کنیم.
گفتم مطلقاً به آنها کار نداشته باشید، به من و دولت بد می‌گویند بگذارید بگویند. بعد از چند دقیقه مطلع شدم که تیراندازی شده و به سه نفر تیر خورده و آنها را به مریض خانه برده‌اند. من خیلی ناراحت شدم از اینکه ما کشمکشی با کسی نداشتیم و این جز تحریکی نمی‌توانست باشه. این تیراندازی بدون موافقت من بوده. بعداً فهمیدم یک سرگرد شهرستانی نامی بود که رئیس پلس مربوط به مجلس بود و به سه نفر تیراندازی کرده دو نفر معالجه شدند ولی خانعلی فوت کرد. این رو شروع کردند به جنجالی درست بکنند. البته آقای محمد درخشش رئیس کانون معلمان آتش بیار معرکه بود، هر روز یک محل اجتماعی داشتند و می‌رفت نطق می‌کرد من از گوشه و کنار قرائنی می‌دیدم که تحریکاتی در کار هست و مسائل عادی نیست. به‌طور مثال بعد از این پیشامد تیراندازی محمد درخشش اعلام کرد هر معلمی مبلغی بریزد به حساب معینی در بانک ملی تا ما پول داشته باشیم بتوانیم مبارزه کنیم.
بعد از یکی دو روز از بانک ملی پرسیدم به آن حساب پولی ریختند یا نه؟ معلوم شد در یک قلم واریز مبلغ یکصد هزار تومان واریز شده است ولی خرده ریز که معلمان پول ریخته باشند چیزی در کار نبود.
یا زمانی که قرار بود بعد از مذاکره با رئیس فامیل خانعلی، جنازه را زودتر از موعد مقرر ببرند دفن کنند تا تجمعی تشکیل نشود من زنگ زدم پرسیدم چی شد گفتند آمبولانسی نیست که جنازه را ببرد من تعجب کردم بعد معلمان آمدند دور جنازه را گرفتند، گفتند راهی برای گرفتن جنازه نیست مگر اینکه زد و خوردی بشود من گفتم کاری نکنید ولی در اینجا مطمئن شدم که دسیسه‌هایی در کار هست و ما تقلای بیجا داریم می‌کنیم. جمعیت از خیابان پهلوی راه افتاد بعد می‌رفت سه راه شاه بعد می‌رفت سمت مجلس، موقعی که می‌آمد علوی کیا به من تلفن کرد و گفت یک افسر خارجی سوار جیپ هست و با افرادی داخل تظاهرات صحبت می‌کند، گفتم توقیفش کنید بعد زنگ زدم گفتم آن شخص را توقیف کردید؟ گفتند نه! من متوجه شدم جریاناتی خارج از اراده من دارد اتفاق می‌افتد، اسم من نخست‌وزیر هست ولی من هیج در این مسائل اثری ندارم و هر چیزی می‌خواهد اتفاق بیافتد، اتفاق می‌افتد.
شریف‌امامی در سال ۱۳۴۱ نیابت تولیت بنیاد پهلوی را عهده‌دار شد و در انتخابات ۱۳۴۲ مجلس سنا با داشتن بیشترین رای، به عنوان سناتور از تهران به مجلس راه یافت و به ریاست مجلس سنا انتخاب شد.
شریف‌امامی به مدت پانزده سال رئیس مجلس سنا بود و همزمان مشاغل متعددی بر عهده داشت. از جمله: ریاست هیئت مدیره بانک توسعه صنعتی و معدنی ایران، ریاست اتاق صنایع و معادن و بازرگانی، ریاست کانون مهندسین و عضو هیئت امنای دانشگاه تهران. از فعالیت‌های دیگر وی ایجاد دامداری در کرج، شهرک‌سازی و آپارتمان‌سازی بود.
شریف امامی شاهکار دوران خدمت خود را تأسیس کارخانه کود شیمایی فارس می‌داند که بدون هیج اعتبار یا بودجه دولتی و تنها با تکیه به مذاکره با طرف‌های خارجی آن را تأسیس و ضمانت صادرات مازاد آن را هم در قرارداد گنجاند. زمین کارخانه را هم دوست شریف امامی به نام معدل بنا به درخواست او به دولت اهدا کرد. احداث این کارخانه موجب لوله‌کشی گاز شهر شیراز و گازسوز شدن کارخانه سیمان شیراز شد

## شریف امامی و مصدق
شریف امامی که تجربه کار از نزدیک با مصدق را داشته و و با توجه به روابطی به با شاه و کودتاچیان داشت در زمان حمله به منزل مصدق در کودتای۲۸ مرداد به صورت مخفیانه به محل اختفای مصدق دعوت می‌شود و از او خواسته می‌شود تا پیامی را برای زاهدی ببرد دربارهٔ شخصیت مصدق اینگونه گفته است:
می‌دانید مصدق یک مرد فوق‌العاده عوام فریبی بود و خیلی خوب می‌دانست که چه جور مردم را جلب بکند از این لحاظ واقعاً استاد بود و اگر در زندگی روزمرهٔ او در موقعی‌که تصدی نخست‌وزیری داشت نگاه بکنید می‌بینید در یک روز ممکن بود که چهار پنج مرتبه لباس عوض کرده باشد. وقتی‌که به وکلا وزراء و غیره اینها می‌خواست صحبت بکند توی رختخوابش می‌نشست لباس پیژامه‌اش را می‌پوشید با آنها صحبت می‌کرد اینها. سفیری کسی می‌آمد فوراً لباس سرمه‌ای خیلی تمیز مرتبی می‌پوشید یک مرد خیلی منظم مرتب مثل یک سفیر دیگری همان‌طور آنها را می‌پذیرفت اینها. چون محل کارش در منزلش بود از لحاظ اینکه امنیتی نداشت ناچار بود که در منزلش کار بکند نمی‌رفت و بیاید. آن وقت هم دستگاه مجهز نبود که مثلاً یک نخست‌وزیری را بتوانند حفاظت بکنند به صورت صحیح. حتی یادم هست در اتاقی که کار می‌کرد درخت‌های چناری که مقابلش بود جلوی آنها را یک چیز کشیده بودند که اتاق دیده نشود. که یکی از اتاق نرود بالا و اتاق مثلاً ببیند که کی چی فلان اینها.
از لحاظ جلب مردم او واقعاً استاد بود و خوب می‌دانست که با هر دسته و گروهی چه جور رفتار بکند چه جور حرف بزند فلان اینها. و در مجلس هم هر وقت که مصلحت او بود غش می‌کرد و تمام جریان را به هم می‌زد می‌ریختند آنجا آقای مصدق حالشان به هم خورده فلان اینها تمام سن را تغییر می‌داد با این کارهایی که می‌کرد… یک آرتیست واقعی بود.

## انقلاب

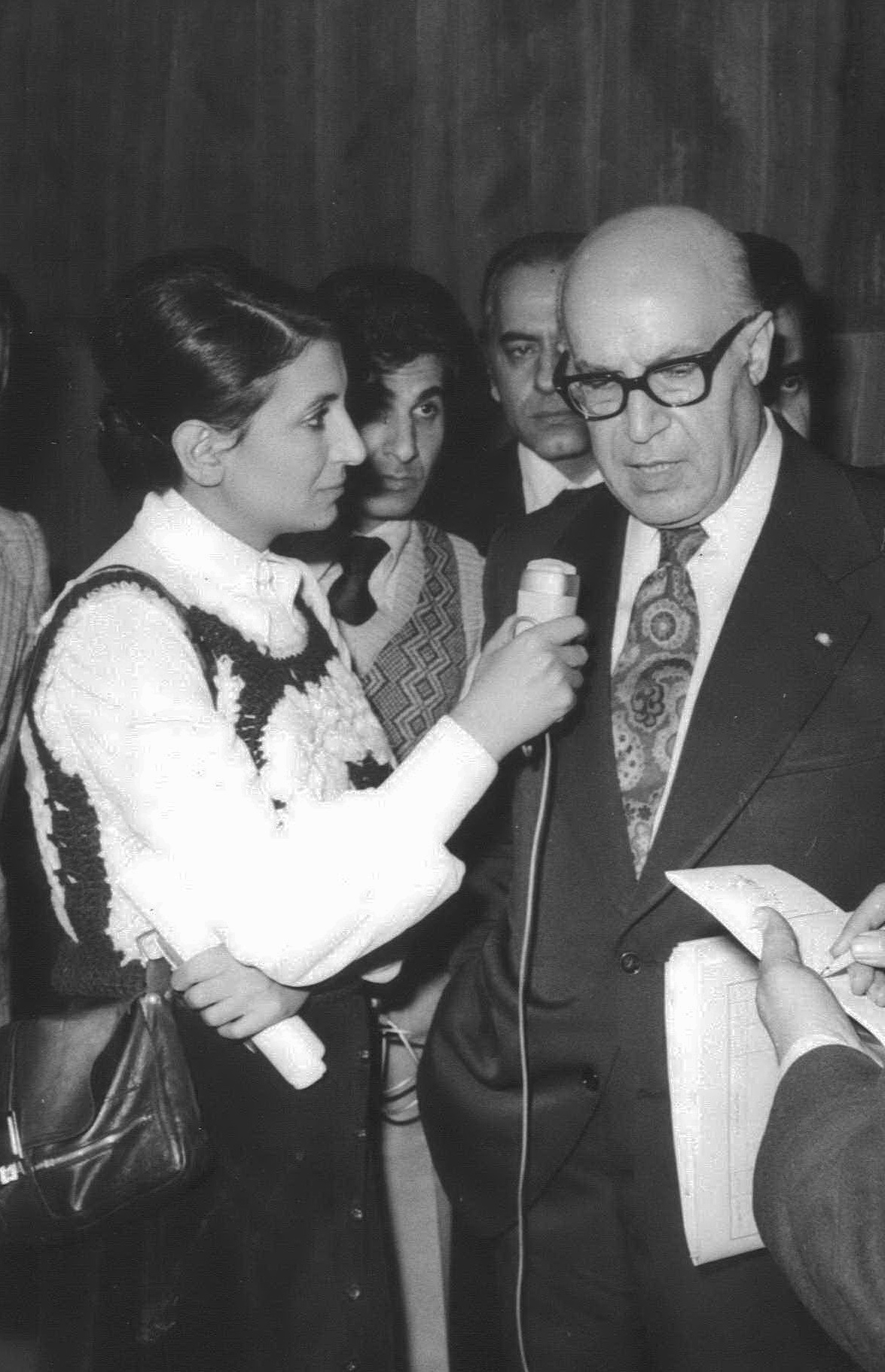
شریف امامی در حال مصاحبه با یک خبرنگار؛ ۲۹ شهریور ۱۳۵۴

در سال ۱۳۵۷ که سراسر ایران را تظاهرات و اعتصاب دربر گرفته بود، شاه برای جلوگیری از بحران و انقلاب، مسئولیت نخست‌وزیری را با اختیارات تام به شریف‌امامی سپرد. او با ایراد چند نطق، مخصوصاً نطق معروف او «من شریف امامی بیست روز پیش نیستم»، دولت آشتی ملی را تشکیل داد که ظاهراً از مردم حمایت می‌کرد و خود را از خاندان روحانیون معرفی کرد.
از کارهای او می‌توان به آزادی مطبوعات و رادیو تلویزیون، دادن امتیاز به کارمندان، تغییر تقویم شاهنشاهی به شمسی، بستن مراکز فساد، عزل مدیرانی که نالایق دانسته شدند و انحلال حزب رستاخیز اشاره کرد.
هوشنگ نهاوندی یکی از وزیران کابینه شریف امامی، مدعیست زمانی که برای استعفا به نزد او رفته بوده شریف امامی دربارهٔ نا آرامی‌های کشور به وی گفته:

استعفا برای چیست؟... تمام اینها کار انگلیس‌هاست. ما داریم با انگلیس‌ها و آمریکایی‌ها مذاکره می‌کنیم و اوضاع آرام می‌شود.
شریف امامی در مصاحبه مفصل خود با پروژه تاریخ شفاهی ایران در دانشگاه هاروارد که چند سال بعد از انقلاب صورت گرفت اطلاعات زیادی از خود تا قبل از دومین نخست وزیریش به مخاطب می‌دهد ولی بعد از آن کوچک‌ترین صحبتی دربارهٔ این روزهای پر حادثه نمی‌کند و مصاحبه تمام می‌شود!
داریوش همایون روزنامه‌نگار، سیاستمدار و دولت مرد دوران پهلوی دولت دوم شریف امامی را اینگونه توصیف کرده است:
دولت شریف‌امامی ترکیب بسیار نامتجانسی بود از چند شخصیت بسیار جاه‌طلب سیاسی، آدم‌هایی که مدت‌ها در انتظار فرصت بودند برای اینکه روی کار بیایند و تصمیم داشتند که به هر قیمتی شده فقط روی کار بمانند. نخست‌وزیر کنترلی روی بیشتر اعضای حکومتش نداشت. این افراد را به دلایل گوناگون آورده بود. … خود نخست‌وزیر آدم بسیار محدودی از نظر سیاسی بود تمام عمرش را در سمت‌هایی به کار برده بود که مستلزم گرفتن کمترین تصمیم‌ها بود و به دست آوردن بیشترین فایده‌ها. یک بار نخست‌وزیر شده بود و به‌طور خیلی بدی شکست خورده بود در آن دوره، اصلاً برای این کار شایستگی نداشت. بعد، خیلی مرد بدنامی بود و کار به جایی رسید که خودش در مجلس گفت، «من شریف‌امامی بیست روز پیش نیستم». این حقیقتاً دیگر نقطهٔ اوج ورشکستگی اخلاقی بود برای او و آبرویش را به کلی برد.
محمد باهری وزیر مستعفی کابینه دوم شریف امامی دربارهٔ وی و کابینه گفته است که شریف امامی دربارهٔ مسائل اجتماعی ابداً با وزرایش مذاکره نمی‌کرد و عقل سیاسیش در دست محمدعلی مسعودی بود و او به شریف امامی می‌گفت که چکار کند.
شریف‌امامی با برقراری حکومت نظامی، رخداد ۱۷ شهریور معروف به جمعه سیاه را به نام خود در تاریخ ثبت کرد. تلاش او در تغییر مسیر انقلاب اسلامی از امور سیاسی به امور رفاهی بی‌نتیجه ماند و مردم به مخالفت با وی پرداخته و او را وادار به کناره‌گیری کردند. شریف‌امامی سرانجام در ۱۴ آبان ۱۳۵۷ استعفا داد و نیمه اول بهمن همان سال ایران را به قصد آمریکا ترک کرد.
عباس میلانی می‌نویسد: «در میان افراد مشهور معاصر با شریف امامی، وی از همه بیشتر توانست فراماسونری را در ایران یکپارچه و متحد کند و فراماسونرها دائماً در سیاست‌های ایران مدرن بوده‌اند. شریف امامی یکی از رهبران لژ بزرگ ایران بود که پس از تمرکز لُژهای پراکنده فراماسونری موجود در ایران تشکیل شد.» همچنین عباس میلانی در کتاب "معمای هویدا، به فساد گسترده متهم می‌کند و می‌گوید: همه می‌دانستند که نخست‌وزیر کابینه وحدت ملی به آقای پنج درصد شهرت دارد و وجه تسمیه لقبش هم این بود که از بیش و کم تمامی قراردادهای دولتی پنج درصد حق حساب می‌گرفت. در همان‌جا اشاره می‌کند که شاپور بختیار به منابع دست اولی از فساد گسترده شریف امامی دسترسی داشت. در افکار عمومی، این واقعیت که وی از معدود افرادی بود که هیچگاه دستان محمدرضا شاه پهلوی را نبوسیده بود، از آنجا نشات گرفته می‌شد که وی از مقامات عالی‌رتبه فراماسونری ایران یعنی لژ بزرگ ایران بود.
شریف‌امامی در روزهای اوج‌گیری انقلاب و پیش از ورود روح‌الله خمینی به ایران، به انگلستان پناهنده شد و پس از چندی به آمریکا رفت. او سرانجام در سال ۱۳۷۷ در ایالات متحده آمریکا درگذشت.